# Intel·ligència ARtificial pel Medi Ambient i la Sostenibilitat
Intel·ligència ARtificial pel Medi Ambient i la Sostenibilitat (ARIES) és un projecte internacional de recerca sense ànim de lucre del Centre Basc per al Canvi Climàtic (BC3) de Bilbao, Espanya. Va ser creat per integrar models computacionals científics relacionats amb la sostenibilitat mediambiental i el disseny de noves polítiques, a través de l'eco-informàtica.

## Tecnologia i aplicacions
ARIES busca integrar dades i models que simulin tant els sistemes mediambientals com els socioeconòmics. A través de la semàntica (ciència computacional), s'afronten problemes relacionats amb la modelització científica; seguint els principis FAIR (Findable, Accessible, Interoperable, Reusable) tant per les dades com pels models i gràcies al programa de codi obert anomenat Knowledge Laboratory (k.LAB). k.LAB descriu semànticament, codifica i distribueix les dades i models per usuaris finals, modalitzadors i administradors de xarxa.

Actualment, ARIES inclou dues aplicacions basades en la web: el k.Explorer i l’aplicació ARIES for SEEA. Publicat a la tardor de 2018, k.Explorer és una interfície que permet a usuaris no tècnics córrer models sofisticats. L'aplicació d'ARIES for SEEA va ser publicada l'abril del 2021 pel BC3 en col·laboració amb el Departament d'Estadístiques i d'Afers Econòmics i Socials de l'Organització de les Nacions Unides (UN DESA) i el Programa de les Nacions Unides per al Medi Ambient (UNEP) per a comptabilitzar el capital naturald'una manera ràpida, estandarditzada i personalitzable. El març de 2021, poc després d'adoptar el Sistema Integrat de Comptabilitat Mediambiental i Econòmica (SEEA) de l'Ecosistema de Compatibilitat estandarditzat de l'Organització de les Nacions Unides, l'aplicació d'ARIES for SEEA va estar disponible a la plataforma global de l'ONU per poder implementar el SEEA a escala mundial.

## Història i col·laboracions
El projecte d'ARIES va començar l'abril de 2007 al Gund Institut per a l’Economia Ecològica de la Universitat de Vermont, Estats Units, patrocinat per una beca d'1 milió de dòlars de la Fundació de Ciència Nacional del govern dels EUA. L'any següent, es va desenvolupar un prototip del sistema de construcció de models, sent l'any 2012 quan el prototip funcional va estar disponible en línia. Des de 2010, el projecte ha estat localitzat al BC3, on la tecnologia s'ha continuat desenvolupant fins avui en dia. Des de l’any 2013, l'equip d'ARIES ha organitzat la Universitat Internacional de Primavera (ISU) en la Modelització de Serveis Ecosistèmics, una escola anual de modalització intensiva per a científics i analistes de polítiques en el camp de la sostenibilitat mediambiental.
ARIES es dirigeix des d'un centre d’operacions global al BC3 en col·laboració amb la Ca' Foscari Universitat de Venècia, el Centre de Recerca de Canvi Global, l’HydroloGIS d’Enginyeria Mediambiental, IHCantabria, l'Institut de Materials i Sistemes per a Sostenibilitat de la Universitat de Nagoya, el Banc Inter-Americà de Desenvolupament (IDB), l’ONU DESA, la Universitat d'Udine, i el Servei Geològic dels Estats Units (USGS).

## Remissions
1. ↑  Models and Tools, bc3research.org
2. ↑  ARIES (ARtificial Intelligence for Ecosystem Services): a new tool for ecosystem services assessment, planning, and valuation., bioecon-network.org/
3. ↑  A guide to models and data, un.org
4. ↑  Villa, Ferdinando; Bagstad, Kenneth J.; Voigt, Brian; Johnson, Gary W.; Portela, Rosimeiry; Honzák, Miroslav; Batker, David «A Methodology for Adaptable and Robust Ecosystem Services Assessment» (en anglès). PLOS ONE, vol. 9, 3, 13-03-2014, pàg. e91001. Bibcode: 2014PLoSO...991001V. DOI: 10.1371/journal.pone.0091001. PMC: 3953216. PMID: 24625496.
5. ↑  Villa, Ferdinando; Ceroni, Marta; Bagstad, Ken; Johnson, Gary; Krivov, Sergey. «ARIES (ARtificial Intelligence for Ecosystem Services): A new tool for ecosystem services assessment, planning, and valuation». ResearchGate, 01-01-2009. [Consulta: 23 gener 2022].
6. ↑  Villa, Ferdinando; Athanasiadis, Ioannis N.; Rizzoli, Andrea Emilio «Modelling with knowledge: A review of emerging semantic approaches to environmental modelling» (en anglès). Environmental Modelling & Software, vol. 24, 5, 11-12-2008, pàg. 577–587. DOI: 10.1016/j.envsoft.2008.09.009. ISSN: 1364-8152.
7. ↑  Barry, Katie. «Paying for rainforests: current PLoS research on the economic valuation of ecosystem services».   PLoS Blog, 29-04-2016.
8. ↑  Wilkinson, Mark D.; Dumontier, Michel; Aalbersberg, IJsbrand Jan; Appleton, Gabrielle; Axton, Myles; Baak, Arie; Blomberg, Niklas; Boiten, Jan-Willem; da Silva Santos, Luiz Bonino «The FAIR Guiding Principles for scientific data management and stewardship» (en anglès). Scientific Data, vol. 3, 15-03-2016, pàg. 160018. Bibcode: 2016NatSD...360018W. DOI: 10.1038/sdata.2016.18. OCLC: 961158301. PMC: 4792175. PMID: 26978244.
9. ↑  An interoperability strategy for the next generation of SEEA accounting un.org
10. ↑  k.Explorer github.com
11. ↑  ARIES for SEEA un.org
12. ↑  Gonzalo, Marilín. «Inteligencia Artificial para calcular la contribución de la naturaleza al bienestar económico».   Newtral, 09-06-2021.
13. ↑  ARtificial Intelligence for Ecosystem Services (ARIES) Arxivat 2022-02-01 a Wayback Machine. govt.nz
14. ↑  Artificial intelligence saving the natural world un.org
15. ↑  Alonso, Tania. «¿Cuánto contribuye la naturaleza a nuestra prosperidad económica? La IA nos ayuda a medirlo».   Nobbot, 06-07-2021.
16. ↑  UN adopts landmark framework to integrate natural capital in economic reporting un.org
17. ↑  UN launches the first artificial intelligence tool for rapid natural capital accounting unep.org
18. ↑  UN launches AI tool to measure ecosystems of countries gov.in
19. ↑  Calero, Juan. «ARIES for SEEA: la tecnología desarrollada en Vizcaya y adquirida por la ONU que calcula la contribución de la naturaleza al bienestar».   InnovaSpain, 01-06-2021.
20. ↑  «Award Abstract # 0640837 Project ARIES: An Integrated Digital Collaboratory to Support the Economic Valuation of Ecosystem Services». National Science Foundation.   Division of Biological Infrastructure. [Consulta: 23 gener 2022].
21. ↑  “AI and Spain’s climate change and decarbonisation agenda” Report digitalfuturesociety.com
22. ↑  «Aries Project Archives». B3info.   B3Research. [Consulta: 23 gener 2022].
23. ↑  ISU 2019 Arxivat 2022-02-03 a Wayback Machine. bc3research.org
24. ↑  Larrauri, Eva «Tenemos que aprender la manera de vivir con menos». , 24-03-2013.